# 雨果 (明尼蘇達州)
雨果（英語：Hugo，/ˈhjuːɡoʊ/ HEW-goh）是一個位於美國明尼蘇達州華盛頓縣的城市。

## 人口
根據2020年美國人口普查的數據，雨果的面積為93.33平方千米，當中陸地面積為86.66平方千米，而水域面積為6.67平方千米。當地共有人口15766人，而人口密度為每平方千米169人。